# Carolin Leonhardt
Pour les articles homonymes, voir Leonhardt.
Carolin Leonhardt née le 22 novembre 1984 est une kayakiste allemande pratiquant la course en ligne.

## Palmarès
Jeux olympiques
- Médaille d'or du 500 mètres kayak quatre places des jeux olympiques d'Athènes
- Médaille d'argent du 500 mètres kayak biplace des jeux olympiques d'Athènes
- Médaille d'argent du 500 mètres kayak quatre places des jeux olympiques de Londres

Championnats du monde
- Médaille d'or du K4 200 mètres en 2005
- Médaille d'or du K4 200 mètres en 2007
- Médaille d'or du K4 500 mètres en 2005
- Médaille d'or du K4 500 mètres en 2007
- Médaille d'argent du K4 200 mètres en 2006
- Médaille d'argent du K4 500 mètres en 2006
- Médaille d'argent du K4 1 000 mètres en 2006
- Médaille d'argent du K2 1 000 mètres en 2010

Championnats d'Europe
- Médaille d'or du K4 200 mètres en 2005
- Médaille d'or du K4 200 mètres en 2007
- Médaille d'or du K4 500 mètres en 2005
- Médaille d'or du K4 500 mètres en 2007
- Médaille d'or du K4 500 mètres en 2008
- Médaille d'argent du K4 200 mètres en 2006
- Médaille d'argent du K4 500 mètres en 2006
- Médaille d'argent du K4 1 000 mètres en 2005
- Médaille d'argent du K4 1 000 mètres en 2006
- Médaille d'argent du K2 500 mètres en 2004